# Giro di Danimarca 1996
Il Giro di Danimarca 1996, sesta edizione della corsa, si svolse dal 7 all'11 agosto 1996 su un percorso di 848 km ripartiti in 6 tappe, con partenza da Frederikshavn e arrivo a Frederiksberg. Fu vinto dall'italiano Fabrizio Guidi della Scrigno-Blue Storm, davanti al danese Rolf Sørensen e al danese Bjarne Riis.

## Tappe
| Tappa  | Data      | Percorso                              | km   | Vincitore di tappa | Leader cl. generale |
| ------ | --------- | ------------------------------------- | ---- | ------------------ | ------------------- |
| 1ª     | 7 agosto  | Frederikshavn > Aalborg               | 193  | Michael Sandstød   | Michael Sandstød    |
| 2ª     | 8 agosto  | Aalborg > Aarhus                      | 174  | Peter Van Petegem  | Fabrizio Guidi      |
| 3ª     | 9 agosto  | Aarhus > Horsens                      | 216  | Fabrizio Guidi     | Fabrizio Guidi      |
| 4ª     | 10 agosto | Næstved > Næstved (cron. individuale) | 18,2 | Rolf Sørensen      | Fabrizio Guidi      |
| 5ª     | 10 agosto | Kalundborg > Holbæk                   | 97   | Jesper Skibby      | Fabrizio Guidi      |
| 6ª     | 11 agosto | Ringsted > Frederiksberg              | 150  | Nicola Minali      | Fabrizio Guidi      |
| Totale | Totale    | Totale                                | 848  |                    |                     |

## Dettagli delle tappe

### 1ª tappa
- 7 agosto: Frederikshavn > Aalborg – 193 km

| Pos. | Corridore        | Squadra | Tempo    |
| ---- | ---------------- | ------- | -------- |
| 1    | Michael Sandstød |         | 5h02'21" |
| 2    | Fabrizio Guidi   | Scrigno | a 6"     |
| 3    | Nicola Minali    | Gewiss  | s.t.     |

| Pos. | Corridore        | Squadra | Tempo    |
| ---- | ---------------- | ------- | -------- |
| 1    | Michael Sandstød |         | 5h02'21" |
| 2    | Fabrizio Guidi   | Scrigno | a 6"     |
| 3    | Nicola Minali    | Gewiss  | s.t.     |

### 2ª tappa
- 8 agosto: Aalborg > Aarhus – 174 km

| Pos. | Corridore         | Squadra  | Tempo    |
| ---- | ----------------- | -------- | -------- |
| 1    | Peter Van Petegem | TVM      | 4h12'38" |
| 2    | Arvis Piziks      | Rabobank | s.t.     |
| 3    | Fabrizio Guidi    | Scrigno  | s.t.     |

| Pos. | Corridore        | Squadra | Tempo    |
| ---- | ---------------- | ------- | -------- |
| 1    | Fabrizio Guidi   | Scrigno | 9h15'46" |
| 2    | Michael Sandstød |         | a 3"     |

### 3ª tappa
- 9 agosto: Aarhus > Horsens – 216 km

| Pos. | Corridore      | Squadra  | Tempo    |
| ---- | -------------- | -------- | -------- |
| 1    | Fabrizio Guidi | Scrigno  | 5h08'04" |
| 2    | Kaspar Ozers   | Motorola | s.t.     |
| 3    | Bo Hamburger   | TVM      | s.t.     |

| Pos. | Corridore      | Squadra  | Tempo     |
| ---- | -------------- | -------- | --------- |
| 1    | Fabrizio Guidi | Scrigno  | 14h23'50" |
| 2    | Kaspar Ozers   | Motorola | a 23"     |

### 4ª tappa
- 10 agosto: Næstved > Næstved (cron. individuale) – 18,2 km

| Pos. | Corridore      | Squadra  | Tempo  |
| ---- | -------------- | -------- | ------ |
| 1    | Rolf Sørensen  | Rabobank | 21'22" |
| 2    | Fabrizio Guidi | Scrigno  | a 31"  |
| 3    | Bjarne Riis    | Telekom  | a 41"  |

| Pos. | Corridore      | Squadra  | Tempo     |
| ---- | -------------- | -------- | --------- |
| 1    | Fabrizio Guidi | Scrigno  | 14h23'50" |
| 2    | Rolf Sørensen  | Rabobank | a 12"     |
| 3    | Bjarne Riis    | Telekom  | a 1'02"   |

### 5ª tappa
- 10 agosto: Kalundborg > Holbæk – 97 km

| Pos. | Corridore      | Squadra | Tempo    |
| ---- | -------------- | ------- | -------- |
| 1    | Jesper Skibby  | TVM     | 2h22'55" |
| 2    | Fabrizio Guidi | Scrigno | a 2"     |
| 3    | Nicola Minali  | Gewiss  | s.t.     |

| Pos. | Corridore      | Squadra  | Tempo     |
| ---- | -------------- | -------- | --------- |
| 1    | Fabrizio Guidi | Scrigno  | 16h46'47" |
| 2    | Rolf Sørensen  | Rabobank | a 12"     |
| 3    | Bjarne Riis    | Telekom  | a 1'02"   |

### 6ª tappa
- 11 agosto: Ringsted > Frederiksberg – 150 km

| Pos. | Corridore      | Squadra  | Tempo    |
| ---- | -------------- | -------- | -------- |
| 1    | Nicola Minali  | Gewiss   | 3h38'23" |
| 2    | Kaspar Ozers   | Motorola | s.t.     |
| 3    | Fabrizio Guidi | Scrigno  | s.t.     |

| Pos. | Corridore      | Squadra  | Tempo     |
| ---- | -------------- | -------- | --------- |
| 1    | Fabrizio Guidi | Scrigno  | 20h46'37" |
| 2    | Rolf Sørensen  | Rabobank | a 12"     |
| 3    | Bjarne Riis    | Telekom  | a 1'02"   |

## Classifiche finali

### Classifica generale
| Pos. | Corridore        | Squadra               | Tempo     |
| ---- | ---------------- | --------------------- | --------- |
| 1    | Fabrizio Guidi   | Scrigno-Blue Storm    | 20h46'37" |
| 2    | Rolf Sørensen    | Rabobank              | a 12"     |
| 3    | Bjarne Riis      | Team Deutsche Telekom | a 1'02"   |
| 4    | Kaspar Ozers     | Motorola              | a 1'28"   |
| 5    | Michael Sandstød |                       | a 1'44"   |
| 6    | Jesper Skibby    | TVM-Farm Frites       | a 1'47"   |
| 7    | Brian Holm       | Team Deutsche Telekom | s.t.      |
| 8    | Bo Hamburger     | TVM-Farm Frites       | a 1'49"   |
| 9    | Christian Henn   | Team Deutsche Telekom | a 1'52"   |
| 10   | Marc Streel      | Tönissteiner-Saxon    | a 1'55"   |